# Franz Xaver Schnizer
Franz Xaver Schnizer, o anche Schnitzer (Bad Wurzach, 13 dicembre 1740 – Ottobeuren, 1785), è stato un compositore e organista tedesco.

## Biografia
Da giovane ringhierista, fu voce bianca presso la Basilica dei santi Alessandro e Teodoro ad Ottobeuren, dove ricevette lezioni di composizione e una formazione come organista (i suoi insegnanti furono Placidus Christadler e Benedikt Kraus). Dopo aver preso i voti ed essere entrato nei sacerdozio, nel 1766 divenne organista nello stesso convento. Fino alla sua morte, accanto ai suoi doveri religiosi, fu occupato anche nelle funzioni di regens chori (direttore del coro) della basilica e di insegnante di musica. Egli morì nel 1785 a Ottobeuren.

## Considerazioni sull'artista
Schnizer compose quasi esclusivamente lavori sacri seguendo i canoni stilistici della musica italiana dell'epoca: egli scrisse varie messe, un Requiem, varie impostazioni di Magnificat, vespri, 17 drammi scolastici sacri (uno dei quali rappresentato a Frisinga nel 1776) e altre composizioni sacre minori. Nel 1773 pubblicò una raccolta di 6 sonate per tastiere op.1 e nel 1784 un Cantus obburani monasterii.  Solo una piccola parte delle sue composizioni si è conservata e al giorno d'oggi quello che rimane della sua produzione è completamente caduto nell'oblio. I suoi lavori completi ebbero nella sua epoca una certa notorietà, anche se solo regionale.

## Composizioni
- 17 drammi scolastici sacri (perduti)
- Varie messe, tra le quali:
  - Messa in do maggiore
  - Requiem
- Vari Magnificat, vespri e lavori sacri minori
- Ave maris stella
- Laudate Dominum omnes gentes
- Alma redmptoris mater
- Juga et plana
- Regina coeli
- Veni Sancte Spiritus
- Cantus ottoburani monasterii (1784)
- 6 sonate per tastiera (organo) op.1 (1773)